# Megakles (Vater des Kleisthenes)
Megakles (altgriechisch Μεγακλῆς Megaklḗs), ein Sohn des Alkmaion und Enkel des Archon Megakles, war eines der herausragenden Mitglieder der Familie der Alkmaioniden im Athen des 6. Jahrhunderts v. Chr.
Er führte, gemeinsam mit Lykurg, etwa im Jahre 560 v. Chr. die Küstenbevölkerung von Athen in den Auseinandersetzungen mit dem Tyrannen Peisistratos, den sie zunächst gemeinsam aus Athen vertreiben konnten. Bald darauf trennte sich Megakles allerdings von Lykurg und wurde zum Verbündeten des Peisistratos, dem er seine Tochter zur Ehe gab. Er unterstützte Peisistratos bei dessen Wiedereinzug in Athen dem Bericht des Herodot zufolge dadurch, dass er eine Frau, die Peisistratos auf einem Wagen vor sich herführen ließ, als Athene, die Schutzgöttin der Stadt bezeichnete. Doch auch mit Peisistratos entfremdete sich Megakles bald, sodass er sich wieder mit Lykurg zusammentat und Peisistratos ins Exil nach Euböa schickte. Nach weiteren elf Jahren kehrte Peisistratos erneut zurück und konnte sich nun endgültig durchsetzen und seine Tyrannis etablieren. Megakles wurde nun seinerseits ins Exil geschickt; sein weiteres Schicksal ist ungeklärt.
Megakles war seit etwa 575 v. Chr. verheiratet mit Agariste, der Tochter des Tyrannen Kleisthenes von Sikyon. Nach diesem wurde Megakles’ Sohn Kleisthenes benannt, der spätere Reformer, der in Athen die Demokratie einführte. Ein weiterer Sohn des Megakles war der Staatsmann Hippokrates, über seine Tochter Agariste Großvater des Perikles.